# Scytodes martiusi
Scytodes martiusi är en spindelart som beskrevs av Antonio D. Brescovit och Hubert Höfer 1999. Scytodes martiusi ingår i släktet Scytodes och familjen spottspindlar. Inga underarter finns listade i Catalogue of Life.